# Мандалян Татеос Гегамович
Татеос Гегамович Мандалян (Сергій Григорович Марченко) (5 липня 1901, місто Александрополь Еріванської губернії, тепер місто Ґюмрі, Вірменія — розстріляний 28 липня 1941, місто Москва, Російська Федерація) — радянський діяч, журналіст, 1-й заступник голови Ради народних комісарів Вірменської РСР, повірений у справах СРСР в Іспанії, член ЦВК СРСР. Член Президії ЦК КП(б) Вірменії з 29 січня 1929 по 1930 рік. Член Центральної контрольної комісії ВКП(б) у 1930—1934 роках.

## Біографія
Народився у вірменській родині торговця. Закінчив семінарію Нерсесян у Тифлісі (Тбілісі).
Член РСДРП(б) з березня 1917 року.
У 1919—1920 роках — на підпільній роботі в Тифлісі. У 1920 році заарештований, висланий до Вірменії.
У 1920—1923 роках — на профспілковій роботі в Закавказькій РФСР.
У 1923—1924 роках — редактор газети «Гудок» у Москві.
У 1924—1926 роках — редактор «Бюлетеня» Червоного Інтернаціоналу профспілок.
З 29 квітня 1926 по 1927 рік — член Далекосхідного бюро виконавчого комітету Комуністичного Інтернаціоналу в місті Шанхаї (Китай).
У 1928 році — редактор газети «Хорурдаін Айастан» («Радянська Вірменія»).
У 1928 — березні 1930 року — голова Центральної Ради профспілок Вірменської РСР.
З 22 березня 1930 року — голова Державної планової комісії при РНК Вірменської РСР.
Одночасно, з 22 березня по 6 грудня 1930 року — 1-й заступник голови Ради народних комісарів Вірменської РСР.
14 травня — 6 грудня 1930 року — голова Центральної контрольної комісії КП(б) Вірменії та народний комісар робітничо-селянської інспекції Вірменської РСР.
У грудні 1930 — 1931 року — в Закавказькій крайовій контрольній комісії ВКП(б). З 1931 року — в Народному комісаріаті робітничо-селянської інспекції СРСР.
У квітні 1933 — 1934 року — заступник торгового представника СРСР у Франції.
До грудня 1934 року — заступник уповноваженого Комісії радянського контролю при РНК СРСР по Воронезькій області.
15 грудня 1934 — липень 1936 року — голова Воронезької обласної ради профспілок.
У липні 1936 — січні 1937 року — політичний радник генерального секретаря виконавчого комітету Комуністичного Інтернаціоналу Георгія Димитрова.
У 1937 — березні 1939 року — повірений у справах СРСР в Іспанії (під псевдонімом Марченко Сергій Григорович).
22 серпня 1939 року заарештований органами НКВС. Засуджений Воєнною колегією Верховного суду СРСР 7 липня 1941 року до страти, розстріляний 28 липня 1941 року. Похований на полігоні «Комунарка» поблизу Москви.
6 липня 1955 року посмертно реабілітований.